# Ненчо Ослеков
Ненчо Николов Ослеков е български абаджия, търговец и революционер.

## Биография
Роден е през 1821 г. в Копривщица. Посещава училището при даскал Йосиф Светогорски, а след това учи при Неофит Рилски. На двадесетгодишна възраст е бегликчия. Съдружник е на Илия Чернев, с когото пътуват из Родовичка околия, а след това, в продължение на 12 години, е съдружник на Петко Доганов. Приет е за член на абаджийския еснаф в Пловдив. Търгува в Одрин, Цариград, Мала Азия, Румъния, островите в Бяло море, Египет. През 1853 г. се жени за Рада Моравенова, от която има пет деца. Закупува дворно място в центъра на Копривщица и построява къща – прочутата Ослекова къща.
В Цариград се запознава с Георги Бенковски. Пренася с кервана си оръжие от революционера до Тодор Каблешков в Копривщица. Ненчо Ослеков полага клетва като член на Военния революционен съвет по време на Априлското въстание в града. Възложено му е изработката на униформи и восъчни наметала за въстаниците, които да се използват при дъжд. Привлича 30 доверени абаджии, с помощта на които изработват униформите и наметалата. След потушаване на въстанието е заловен и заедно с 15 други въстаници е откаран в Пловдивския затвор, където е измъчван и изтезаван. При опит за бягство е убит. По-късно тялото му е разпознато и е погребан в двора на старата църква „Св. Петка“ в Пловдив.